# Gwanako andyjskie

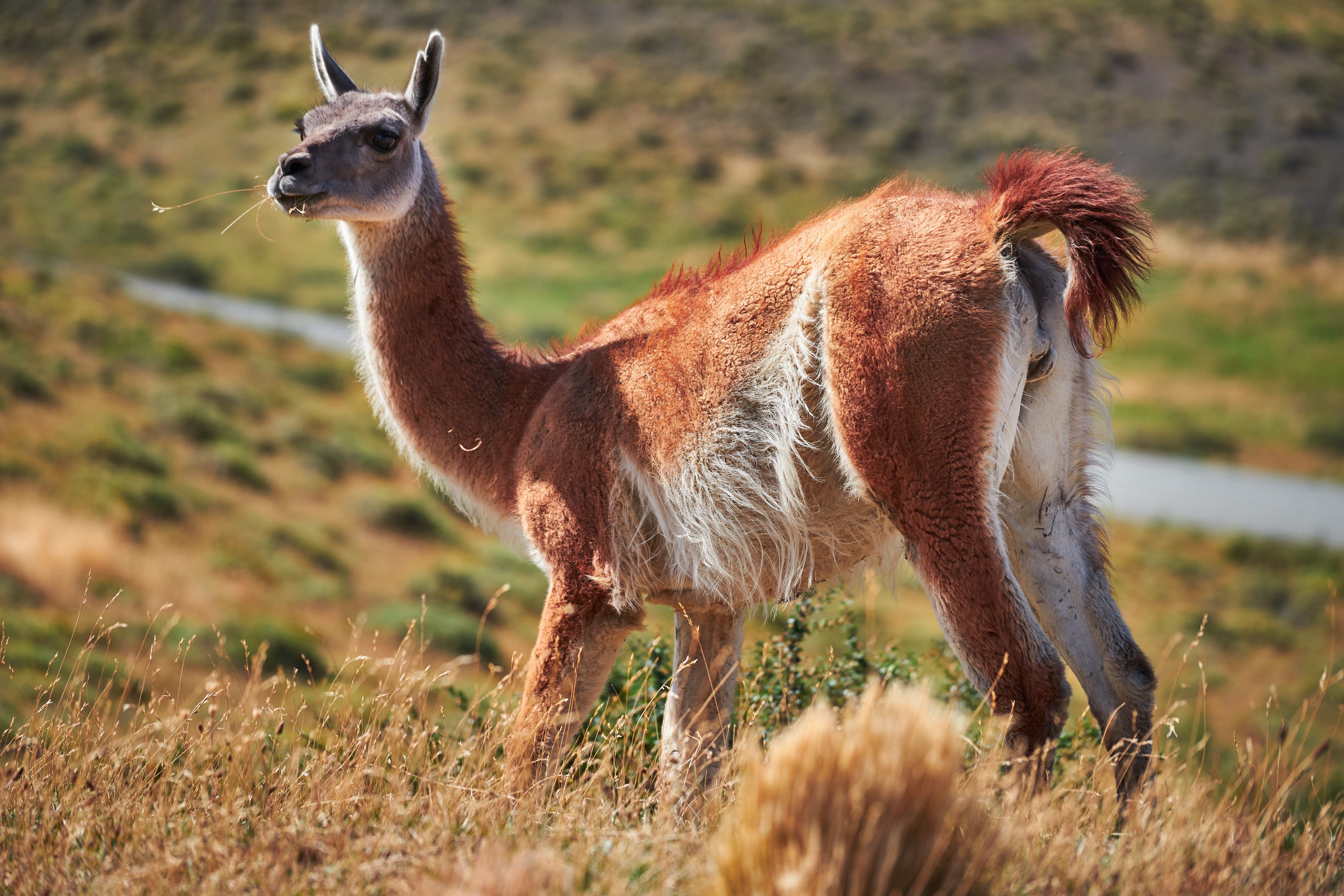
Gwanako w trakcje żerowania

Gwanako andyjskie, gwanako, guanako (Lama guanicoe) – gatunek ssaka z rodziny wielbłądowatych (Camelidae). Żyje w niewielkich stadach w Andach i w Patagonii.

## Taksonomia
Gatunek po raz pierwszy zgodnie z zasadami nazewnictwa binominalnego opisał w 1776 roku niemiecki zoolog, nadając mu nazwę Camelus guanicoe. Holotyp pochodził z Patagonii, w Argentynie. Okaz typowy nie został określony. Podgatunek po raz pierwszy zgodnie z zasadami nazewnictwa binominalnego opisał w 1913 roku szwedzki przyrodnik Einar Lönnberg nadając mu nazwę Lama huanachus cacsilensis. Okaz typowy pochodził z peruwiańskiej strefy andyjskiej zwana Cacsile (Region Puno). Okaz typowy znajdował się w Naturhistoriska riksmuseet w Sztokholmie.
Historycznie rozpoznano cztery podgatunki, ale ostatnie badania molekularne z użyciem sekwencji cytochromu b mtDNA wykazały, że istnieją dwa podgatunki: populacje peruwiańska i północnochilijska zawarte w cacsilensis i pozostałość kladu zawarta w guanicoe. Potrzebna jest znacząca rewizja biogeograficzna tych dwóch podgatunków, zwłaszcza analiza i klasyfikacja populacji w ujęciu regionalnym i ekosystemowym. Autorzy Illustrated Checklist of the Mammals of the World rozpoznają dwa podgatunki.

### Etymologia
- Lama: peruwiańska nazwa llama dla lamy, od keczuańskiej nazwy llama dla lam[12].
- guanaco: hiszpańska nazwa guanako dla gwanako, od keczuańskiej nazwy wanaku dla gwanako[13].
- cacsilensis: strefa andyjska Cacsile, Region Puno, Peru[3][10].

## Zasięg występowania
Gwanako andyjskie występuje w stanie naturalnym w Ameryce Południowej zamieszkując w zależności od podgatunku:
- L. guanicoe guanicoe – Boliwia, Chile, zachodnia Argentyna (od Jujuy do południowej Patagonii), Ziemia Ognista i wyspa Navarino.
- L. guanicoe cacsilensis – północne Peru do północnego Chile (8°–22° szerokości geograficznej południowej).

Introdukowany z Argentyny na wyspę Staats (Falklandy) pod koniec lat 30. XX wieku.

## Morfologia
Długość ciała (bez ogona) 190–215 cm, długość ogona 23–27 cm, wysokość w kłębie 90–130 cm; masa ciała 90–140 kg. Długa, płowa sierść na grzbiecie i bokach, krótsza, jasna na brzuchu. Kończyny smukłe, szyja długa, cienka, ogon bardzo krótki, zaokrąglony i puszysty. Sierść w różnych odcieniach brązu – na grzbiecie długa, ciemniejsza, na brzuchu krótka, wyraźnie jaśniejsza. Noworodki osiągają ciężar ciała średnio 13 kg (7–15 kg).

## Ekologia

### Pożywienie
Rośliny trawiaste, krzewy i porosty.

### Siedlisko
Gwanako andyjskie występuje na rozległych przestrzeniach. Zwierzę to zamieszkuje zazwyczaj suche tereny, szczególnie w pobliżu zwrotnika na południe od równiny Gran Chaco. Gwanako andyjskie występuje również na sawannach i półpustynnych terenach.

### Życie w stadzie
Gwanako andyjskie żyje w małych stadach, liczących najwyżej 20–30 osobników. Jeden samiec pełni funkcję przewodnika i opiekuna takiej grupy.

### Rozmnażanie
Po okresie ciąży trwającym 11 miesięcy samica rodzi jedno młode, które karmi mlekiem przez 4 miesiące.

## Status zagrożenia
W Czerwonej księdze gatunków zagrożonych Międzynarodowej Unii Ochrony Przyrody i Jej Zasobów został zaliczony do kategorii LC (ang. least concern „najmniejszej troski”).